# Kamienica Bolesława Richelieu w Poznaniu
Kamienica Bolesława Richelieu – zabytkowa kamienica zlokalizowana w Poznaniu, przy ul. Grunwaldzkiej 20a (róg Stolarskiej) na Grunwaldzie (Osiedle Św. Łazarz), w bezpośrednim sąsiedztwie dawnego hotelu Polonia.
Budynek wpisany do rejestru zabytków pod nr A 469 w dniu 14 czerwca 2002 roku.
Obiekt wzniesiono w latach 1901-1902, według projektu Paula Pitta dla Bolesława Richelieu – sztukatora, z którym Paul Pitt ściśle współpracował.
Kamienica wykonana została w stylu secesyjnym. Wybudowana na rzucie litery „L” jest czterokondygnacyjna, z wysokim, wielospadowym dachem, kryjącym użytkowe poddasze. Bryłę budynku wzbogaca narożna wieżyczka zwieńczona hełmem. Elewacje posiadają bogaty wystrój architektoniczno-rzeźbiarski, ozdobione są balkonami i szczytami. Wśród dekoracji sztukatorskich wykonanych przez Bolesława Richelieu wyróżniają się przedstawienia fantastycznych zwierząt i roślin, takie jak wizerunek smoka wieńczący portal, fantastyczne węże zdobiące fryz między trzecią a czwartą kondygnacją kamienicy oraz dominujące w elewacji przedstawienie drzewa w centralnej części czwartej kondygnacji. Przy głównym wejściu do budynku zachowała się sygnatura architekta.